# Літтл-Рівер (Канзас)
Літтл-Рівер (англ. Little River) — місто (англ. city) в США, в окрузі Райс штату Канзас. Населення — 472 особи (2020).

## Географія
Літтл-Рівер розташований за координатами 38°23′54″ пн. ш. 98°0′53″ зх. д. / 38.39833° пн. ш. 98.01472° зх. д. (38.398405, -98.014738).  За даними Бюро перепису населення США в 2010 році місто мало площу 1,14 км², уся площа — суходіл. В 2017 році площа становила 1,01 км², уся площа — суходіл.

## Демографія
Згідно з переписом 2010 року, у місті мешкало 557 осіб у 207 домогосподарствах у складі 136 родин. Густота населення становила 488 осіб/км².  Було 246 помешкань (216/км²).
Расовий склад населення:
| - 98,2 % — білих - 0,7 % — корінних американців |

До двох чи більше рас належало 0,7 %. Частка іспаномовних становила 1,6 % від усіх жителів.
За віковим діапазоном населення розподілялося таким чином: 28,9 % — особи молодші 18 років, 50,6 % — особи у віці 18—64 років, 20,5 % — особи у віці 65 років та старші. Медіана віку мешканця становила 37,2 року. На 100 осіб жіночої статі у місті припадало 92,1 чоловіків;  на 100 жінок у віці від 18 років та старших — 82,5 чоловіків також старших 18 років.
Середній дохід на одне домашнє господарство  становив 44 454 долари США (медіана — 40 139), а середній дохід на одну сім'ю — 57 406 доларів (медіана — 56 071). За межею бідності перебувало 13,5 % осіб, у тому числі 16,4 % дітей у віці до 18 років та 4,5 % осіб у віці 65 років та старших.
Цивільне працевлаштоване населення становило 222 особи. Основні галузі зайнятості: освіта, охорона здоров'я та соціальна допомога — 23,4 %, виробництво — 14,4 %, інформація — 10,4 %, будівництво — 9,9 %.